# Хуснутдинов, Андрей Аратович
Андрей Аратович Хуснутдинов (род. 20 января 1967, Фергана, Узбекская ССР) — русский писатель, автор романов «Данайцы», «Столовая Гора», «Гугенот», «Дни Солнца», повестей и рассказов.

## Биография
Родился 20 января 1967 года в Фергане. Окончил филологический факультет КазГУ им. С. М. Кирова в Алма-Ате по специальности «русский язык и литература».
Служил в Советской армии.
Участник Всесоюзного семинара молодых писателей, работающих в жанре приключенческой и научно-фантастической литературы, Дубулты, 1990 год.
Работает в «сумеречной зоне» между фантастикой и мейнстримом, к которому в последнее время тяготеет. Это обусловливает, как правило, сильно поляризованную читательскую реакцию. В то же время литературный критик Лев Данилкин, называя Хуснутдинова умеющим «подчинять читателя автором, с воображением, со вкусом к абсурду», считает, что тот добровольно отрекся от реализма. Сам Андрей Хуснутдинов, судя по его заявленному подходу к разграничению реалистического и фантастического, относит свои произведения, по крайней мере позднего периода, к реалистическому направлению. Печатался в журналах «Знамя», «Октябрь», «Уральский следопыт», «Полдень, XXI век», «День и ночь» и других. Живёт в Алма-Ате.

## Сочинения
Романы
- «Данайцы» (2004)
- Столовая Гора (2007), номинация на премию «Русский Букер»[4]
- Гугенот (2008)
- Дни Солнца (2014, в стадии публикации), номинация на премию «Новые Горизонты»[5]

Повести
- Провал (1988)
- Господствующая высота (2011), номинация на «Премию Белкина»[6]

Рассказы
- Часовой (1991)
- <СС:(+> (1999)
- Лингвосфера, первоначальное название Фамилиал (2001)
- Карамазовы казармы (2001)
- Министерство анимации (2002)
- Чистое золото (2005)
- Вивисектор (2006)
- Солнечное сплетение (2007)
- Wait, Moscow Noir by Akashic Books — Постой, в сборнике «Москва Нуар. Город исковерканных утопий» ЭКСМО, (2010)
- Гадина карусель (2013)
- Плёнка (2013)
- Спасение, в сборнике «Русские Женщины» (2014)

Статьи
- Хронический человек. Вопрос времени (2007)
- Фантастика и реализм: мгла на границах (2013)